# Ievpatoria, Crimeea
Eupatoria (în ucraineană Євпаторія, transliterat: Ievpatoria; în rusă Евпатория, transliterat: Evpatoria; în tătară crimeeană Kezlev) este un oraș în Republica Autonomă Crimeea, de drept aparținând Ucrainei, dar în fapt e din Rusia. Are circa 105.000 de locuitori și este o importantă stațiune turistică la Marea Neagră.

## Demografie
Componența lingvistică a orașului Ievpatoria
     Rusă (83,64%)
     Ucraineană (7,94%)
     Tătară crimeeană (7,24%)
     Alte limbi (0,36%)
Conform recensământului ucrainean din 2001, majoritatea populației orașului Ievpatoria era vorbitoare de rusă (83,64%), existând în minoritate și vorbitori de ucraineană (7,94%) și tătară crimeeană (7,24%).
În anul 2013, s-a estimat că populația din această localitate ucraineană ar fi de 106.877 locuitori.